# Reteporella gilchristi
Reteporella gilchristi är en mossdjursart som först beskrevs av Charles Henry O'Donoghue 1924.  Reteporella gilchristi ingår i släktet Reteporella och familjen Phidoloporidae. Inga underarter finns listade i Catalogue of Life.